# El chiste más gracioso del mundo (Monty Python)
El chiste más gracioso del mundo (The Funniest Joke in the World en inglés), también conocido como el Chiste asesino o Chiste de guerra es un sketch del programa, Monty Python's Flying Circus. La premisa de la escena trata sobre un chiste tan gracioso, que aquel que lo lea o lo oiga se muere de risa.

## Emisión
El gag apareció en el primer episodio de la serie Monty Python's Flying Circus el 5 de octubre de 1969, más tarde fue reeditado en una versión más breve para la película And Now For Something Completely Different

## Resumen
Inglaterra, en tiempos de la Segunda Guerra Mundial: un «escritor de chistes» británico (Michael Palin) consigue crear el «chiste más gracioso del mundo», pero tras leerlo, yace muerto por la risa. Su esposa (Eric Idle), pensando que se trata de una nota de suicidio corre la misma suerte al leerlo. La voz de alarma corre por todo el país, un inspector de la Scotland Yard (Graham Chapman) intenta sacar el chiste de la casa ayudado por un grupo de policías que se encargan de cantar lamentos y crear una atmósfera depresiva, los cuales deberían servir para prevenir al agente de que lea el susodicho texto, a pesar de todo, el inspector muere en el intento.
El ejército Británico se muestra interesado por el chiste y se dedican a realizar pruebas en Salisbury Plain, donde traducen el chiste al Idioma alemán para combatir a la Wehrmacht. Cada traductor debe traducir una sola palabra si no quiere morir por leer el chiste entero. Uno de ellos, tras leer dos palabras del mismo, acabó hospitalizado durante unas semanas. Una vez traducido, se dijo que iba a ser «casi 60 000 veces más fuerte que el gran chiste británico de la preguerra». La traducción [sinsentido] al alemán del chiste fue utilizada por primera vez el 8 de julio de 1944 en las Ardenas provocando la muerte de los soldados del III Reich allí presentes tras escuchar este texto:

Wenn ist das Nunstück git und Slotermeyer? Ja! Beiherhund das Oder die Flipperwaldt gersput!

En la versión de And Now For Something Completely Different del sketch se añadió otra escena en la que los británicos responden a la artillería alemana contándoles el chiste mientras corren campo a través en la batalla, como respuesta, los alemanes mueren de risa. Más tarde, en un hospital provisional montado por el ejército nazi, aparecen varios soldados cubiertos de vendas ensangrentadas y riendo a carcajadas.
La siguiente escena lleva a un interrogatorio donde un miembro de la Brigada del Chiste (Michael Palin) ha sido tomado como prisionero de guerra y torturado por la Gestapo. La tortura resulta ser nada violenta, ya que el oficial finge abofetearle mientras el otro choca las manos para recrear el sonido de la bofetada, finalmente, convencen al soldado de que les recite el chiste al no poder aguantar otra tortura: unas cosquillas, pero lo dice en alemán, por lo que uno de los nazis (Graham Chapman) fallece mientras que el segundo (John Cleese) lo hace un rato después al intentar aguantar la risa, no con mucho éxito. Otro captor (Terry Gilliam) descubre a los dos fallecidos y apunta con el arma al británico, que lee el chiste y el nazi cae fulminado.
El ejército Nazi, ante las bajas, decide contraatacar con otro chiste, el cual es emitido a través de las cadenas radiofónicas británicas:

There were zwei peanuts walking down the straße, and one was assaulted... peanut

Traducción al español:
Dos cacahuetes iban paseando por la calle, y uno de ellos fue un cacahuete... asaltado

Pero la traducción del alemán al inglés hace que el chiste pierda la gracia. Tras «estallar la paz», el chiste es enterrado al finalizar la guerra, y los países en conflicto durante la contienda, acordaron prohibir el uso del chiste en la Convención de Ginebra. La última copia del chiste está bajo un monumento donde se lee la inscripción: «Al chiste desconocido».